# We mgle
We mgle (ros. В тумане, W tumanie) – film wojenny z 2012 roku w reżyserii ukraińskiego filmowca Siergieja Łoznicy, opowiadający o niemieckiej okupacji ZSRR w czasie II wojny światowej. Zdjęcia kręcono na Łotwie (Dyneburg).

## Opis fabuły
Akcja filmu rozgrywa się w 1942 roku na terenach pogranicza rosyjsko-ukraińsko-polskiego, podówczas okupowanych przez nazistowskie Niemcy. Bohaterem filmu jest rosyjski kolejarz, który nie przystępuje do ruchu oporu i nie bierze udziału w akcjach dywersyjnych skierowanych przeciwko nazistom. W momencie, gdy hitlerowcy krwawo mszczą się na partyzantach za udaną akcję wykolejenia pociągu, kolejarz zostaje z nieznanych powodów puszczony wolno, przez co partyzanci radzieccy uznają go za kolaboranta.

## Obsada
- Władimir Swirski – kolejarz Suszczenia
- Władisław Abaszyn – partyzant Kola Burow
- Siergiej Kolesow – partyzant Wojtik
- Julia Pieriesild – Aniela, żona Suszczeni
- Nadieżda Markina – matka Burowa
- Vlad Ivanov – oficer niemiecki[1]

## Odbiór
Janusz Wróblewski w recenzji dla „Polityki” porównał We mgle do analogicznego filmu Marcina Krzyształowicza Obława (2012), zaznaczając jednak przy tym, że film Łoznicy „rozwija się w kierunku minimalistycznego moralitetu o manipulacji […] Łoźnica podnosi wariant conradowskiego dramatu sumienia do wymiaru antycznej tragedii”. Sebastian Chociiński z portalu Esensja podkreślał szczególny styl reżysera: „Niespieszna narracja, podkreślana dodatkowo długimi ujęciami kamery, kontemplowanie każdego gestu – widzów przyzwyczajonych do współczesnego, dynamicznego montażu taka forma opowieści może drażnić, nużyć, ale w tym konkretnym przypadku sprawdza się znakomicie”.